# Sven Van Der Jeugt
Sven Van Der Jeugt (Diest, 17 september 1980) is een gewezen Belgische doelman. Sinds 2019 is hij keeperstrainer bij Waasland-Beveren.

## Carrière
Van Der Jeugt werd in februari 2006 aangetrokken door Lierse SK, dat na het plotse ontslag van Cliff Mardulier een extra doelman kon gebruiken. De Diestenaar stond in de laatste drie competitiewedstrijden onder de lat, mede doordat Yves Van Der Straeten in april 2006 op non-actief werd gezet door Lierse. Van Der Jeugt moest zich enkel in de 2-1-nederlaag tegen FC Brussels op de slotspeeldag omdraaien, daarvoor en daarna hielp hij Lierse aan een 2-0- en 1-0-zege tegen respectievelijk Excelsior Moeskroen en KSV Roeselare. Van Der Jeugt bleef ook het vertrouwen behouden voor de eindronde voor het behoud, die Lierse won.
Van Der Jeugt kreeg in juli 2006 een nieuw contract op het Lisp, maar bij aanvang van het seizoen 2006/07 gaf trainer René Trost de voorkeur aan zomeraanwinst Nico Vaesen. De prestaties van Vaesen waren evenwel niet zoals verwacht, waarop de dertiger na de heenronde naar de B-kern werd gestuurd. Het was wintertransfer Jan Moons die de rest van het seizoen onder de lat bleef staan, Van Der Jeugt bleef tweede doelman. Lierse degradeerde op het einde van het seizoen, waarop Moons vertrok. Van Der Jeugt was tijdens het seizoen 2007/08 de eerste doelman van Lierse, dat dat seizoen zevende eindigde in Tweede Klasse. Het contract van de doelman werd in april 2008 verlengd voor drie seizoenen. 
In het seizoen 2008/09 verloor Van Der Jeugt opnieuw zijn basisplaats bij Lierse, ditmaal aan Vladan Kujović. Na anderhalf jaar in de schaduw van de Serviër werd Van Der Jeugt in januari 2010 voor de rest van het seizoen uitgeleend aan reeksgenoot RFC de Liège. Hierna zette Van Der Jeugt zijn carrière verder bij STVV, waar hij begon als doublure van Mark Volders. Volders viel evenwel geblesseerd uit, waarop Van Der Jeugt vanaf de vierde competitiespeeldag in doel mocht staan. Van Der Jeugt raakte uiteindelijk ook zelf geblesseerd, waardoor de jonge Laurent Henkinet op 6 november 2010 zijn profdebuut mocht vieren. Van Der Jeugt speelde in het seizoen 2010/11 uiteindelijk twintig competitiewedstrijden voor STVV.
Op 30 juli 2011 ondertekende Van Der Jeugt een contract van een jaar bij Fortuna Sittard, waar hij de doublure van Danny Wintjens moest worden. In januari 2012, toen Mark Voss hem had voorbijgestoken in de rangorde, werd de samenwerking tussen Fortuna Sittard en Van der Jeugt beëindigd. In diezelfde maand nog tekende hij bij tweedeklasser KVK Tienen. Ook daar bleef hij maar een half seizoen, want op 19 april 2012 raakte reeds bekend dat Van der Jeugt na afloop van het seizoen zou overstappen naar reeksgenoot Antwerp FC. Van Der Jeugt zakte op het einde van het seizoen naar Derde klasse met Tienen.
In het seizoen 2012/13 speelde Van Der Jeugt geen enkele officiële wedstrijd voor Antwerp, waar Björn Sengier dat seizoen de eerste doelman was. In augustus 2013 stapte hij over naar derdeklasser Bocholter VV, waar hij twee seizoenen speelde. In het seizoen 2015/16 speelde hij nog voor KVC Houtvenne in Eerste provinciale, om vervolgens aan de slag te gaan als keeperstrainer bij Patro Eisden Maasmechelen. Daar moest hij weliswaar al gauw weer als (reserve)doelman depanneren.
Toen hoofdtrainer Rikkie Broeckx in december 2016 de bons kreeg bij Patro Eisden Maasmechelen, stapte Van Der Jeugt uit solidariteit mee op. Daarna ging hij aan de slag bij Thes Sport, alvorens in de zomer van 2018 de technische staf van Jonas De Roeck bij de beloften van RSC Anderlecht te versterken. Van 2019 tot 2023 was hij als keeperstrainer werkzaam bij SK Beveren, dat sinds 2022 door het leven gaat als SK Beveren.
Na vier seizoenen in het Freethielstadion verhuisde Van Der Jeugt in 2023 naar Union Sint-Gillis, waar hij Jos Beckx – de vervanger van Logan Bailly – afloste. Toen hoofdtrainer Alexander Blessin na afloop van het seizoen 2023/24 overstapte naar FC St. Pauli, nam hij Van Der Jeugt mee naar de Duitse eersteklasser.

## Spelerstatistieken
| Seizoen | Club              | Land               | Competitie             | Wedstr. | Goals |
| ------- | ----------------- | ------------------ | ---------------------- | ------- | ----- |
| 2001/02 | Sporting Lokeren  | Vlag van België    | Eerste Klasse          | 3       | 0     |
| 2002/03 | Sporting Lokeren  | Vlag van België    | Eerste Klasse          | 9       | 0     |
| 2003/04 | Sporting Lokeren  | Vlag van België    | Eerste Klasse          | 8       | 0     |
| 2004/05 | KAA Gent          | Vlag van België    | Eerste Klasse          | 0       | 0     |
| 2004/05 | SV Zulte Waregem  | Vlag van België    | Tweede Klasse          | 0       | 0     |
| 2005/06 | K. Lierse SK      | Vlag van België    | Eerste Klasse          | 3       | 0     |
| 2006/07 | K. Lierse SK      | Vlag van België    | Eerste Klasse          | 7       | 0     |
| 2007/08 | K. Lierse SK      | Vlag van België    | Tweede Klasse          | 34      | 0     |
| 2008/09 | K. Lierse SK      | Vlag van België    | Tweede Klasse          | 1       | 0     |
| 2009/10 | → RFC Luik        | Vlag van België    | Tweede Klasse          | 8       | 0     |
| 2010/11 | Sint-Truidense VV | Vlag van België    | Jupiler Pro League     | 20      | 0     |
| 2011/12 | Fortuna Sittard   | Vlag van Nederland | Jupiler League         | 2       | 0     |
| 2011/12 | KVK Tienen        | Vlag van België    | Tweede Klasse          | 13      | 0     |
| 2012/13 | Royal Antwerp FC  | Vlag van België    | Tweede Klasse          | 0       | 0     |
| 2013/14 | Bocholter VV      | Vlag van België    | Derde Klasse B         | 22      | 0     |
| 2014/15 | Bocholter VV      | Vlag van België    | Derde Klasse B         | 24      | 0     |
| 2015/16 | KVC Houtvenne     | Vlag van België    | 1ste Prov. Antw.       |         |       |
| 2016/17 | Patro Eisden      | Vlag van België    | Eerste klasse amateurs |         |       |

1 Voll ·
2 Saliakas ·
3 Mets ·
4 Nemeth ·
5 Wahl ·
7 Irvine  ·
8 Smith ·
10 Sinani ·
11 Eggestein ·
14 Stevens ·
16 Boukhalfa ·
17 Afolayan ·
18 Banks ·
19 Albers ·
20 Ahlstrand ·
21 Ritzka ·
22 Vasilj ·
23 Treu ·
24 Metcalfe ·
25 Dźwigała ·
26 Saad ·
27 Zoller ·
28 Ahlers ·
29 Guilavogui ·
30 Burchert ·
33 Maurides ·
34 Dahaba ·
39 Wagner ·
Coach: Blessin